# Jude Kelly
Judith "Jude" Pamela Kelly, Comandante de la Orden del Imperio Británico, (marzo de 1954), es una directora y productora de teatro británica. Es directora de la Fundación WOW, que organiza anualmente el Festival Mujeres del Mundo, fundado en 2010 por la propia Kelly. Entre 2006 y 2018 fue directora artística del Southbank Centre de Londres.

## Trayectoria
Jude Kelly nació en Liverpool, y su amor por el teatro se remonta a su infancia en aquella ciudad, donde solía representar obras en el patio trasero de su casa con los hijos de los vecinos: "Siempre me ha apasionado contar historias", ha dicho en alguna ocasión. Asistió a la Calder High School para niñas hasta los 13 años, y posteriormente a la Quarry Bank Comprehensive School, donde recibió clases del antiguo director de John Lennon, William Pobjoy, quien animaba a sus alumnas a ser creativas. Decidida ya a convertirse en directora, decidió estudiar teatro en la Universidad de Birmingham, que en aquel momento era uno de los pocos centros que contaba con un grado de teatro. Kelly se graduó en Drama y Artes Teatrales en Birmingham en 1975, donde fue contemporánea de la comediante, escritora y actriz Victoria Wood.
En 1976 Kelly fundó la Solent People's Theatre, una compañía de teatro itinerante, y fue directora artística del Battersea Arts Centre entre 1980 y 1985. Fue directora fundadora del West Yorkshire Playhouse entre 1990 y 2002, al cual, como directora artística primero y como directora ejecutiva después, convirtió en un centro reconocido por su excelencia. Como directora artística, formó parte del Comité Asesor Nacional para la Cultura, la Creatividad y la Educación (NACCCE), dirigido por Ken Robinson, que en 1999 escribió el informe All Our Futures, y que condujo a una importante inversión gubernamental en la educación creativa y cultural de los jóvenes.
Ha dirigido más de 100 producciones, entre otros teatros y festivales para el Chichester Festival Theatre, para la English National Opera (ENO), para el Châtelet en París, Francia, y para teatros del West End en Londres.
Kelly dejó el West Yorkshire Playhouse en 2002 para fundar Metal Culture, programa con el que ofrecía espacios de laboratorio artístico en Liverpool, Peterborough y Southend, financiados por el Arts Council England y por las autoridades locales. El Metal Culture proporciona una plataforma en la que se pueden llevar a cabo ideas y corazonadas creativas y promueve colaboraciones y proyectos entre artes que incidan en el entorno construido, las personas, las comunidades y las filosofías.
Entre sus muchos éxitos como directora, la producción de Kelly del musical teatral Singin' in the Rain se trasladó al Royal National Theatre en calidad de producción visitante del National y recibió el premio Laurence Olivier a producción musical destacada en 2001. Dirigió a Sir Ian McKellen en La gaviota y en La tempestad, a Patrick Stewart en Johnson Over Jordan y en Otelo, a Dawn French en When We Are Married, y a la Ópera Nacional Inglesa en El elixir del amor (Premio South Bank - Ópera Revelación) y en On the Town, que fue la producción más exitosa de la ENO en ese momento, Carmen Jones y El mago de Oz en el reformado Royal Festival Hall. Kelly dirigió también Flamenco sin Fronteras de Paco Peña en 2009.
En 2006, se convirtió en directora artística del Southbank Centre en el centro de Londres, y que es la institución cultural más grande de Gran Bretaña. El centro tiene diferentes espacios: el Royal Festival Hall, la Hayward Gallery, el Queen Elizabeth Hall (que contiene la Purcell Room) y la Saison Poetry Library. El Southbank Centre también gestiona la Colección del Arts Council y organiza el programa de Exposiciones Itinerantes Nacionales en lugares de todo el Reino Unido. En enero de 2018 Kelly anunció su decisión de dejar el cargo de directora artística después de 12 años, para dedicarse a WOW.
Su producción de 2018 de MASS de Leonard Bernstein en el Royal Festival Hall fue descrita por un crítico como una "oportunidad desperdiciada".
La charla de Kelly en una conferencia TED de 2016, Por qué las mujeres deberían contar las historias de la humanidad, había sido vista más de 1,1 millones de veces a 2018 de July.
En diciembre de 2024, St Catherine's College, Oxford, anunció que Kelly sería la próxima rectora del colegio universitario a partir de abril de 2025.

### Festivales

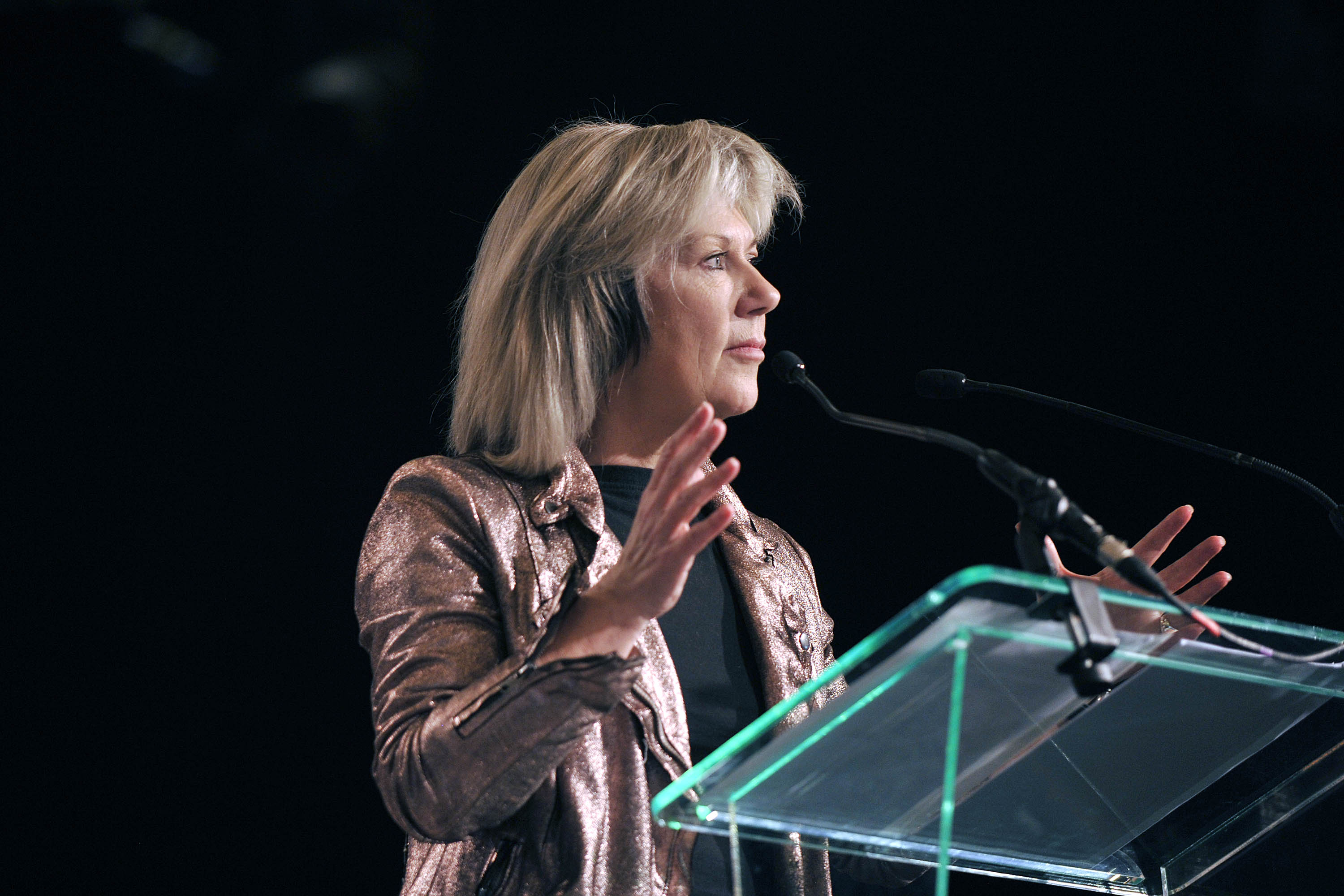
Kelly hablando en el Festival Mujeres del Mundo en 2014

En 2010, fundó el Festival Mujeres del Mundo (WOW ), celebrado por primera vez en el Southbank Centre, que celebra los logros de las mujeres y las niñas, además de examinar los obstáculos a los que enfrentan, y que ahora es un evento internacional anual.
En 2014, fundó el Being a Man Festival (BAM), también celebrado en el Southbank Centre, un festival con sede en el Reino Unido que aborda los desafíos y las presiones de la identidad masculina en el siglo XXI.

### Educación financiera
Junto con Olga Miler Christen, Kelly fundó Smartpurse Limited en 2019 con el objetivo de brindar asesoramiento y educación financiera a las mujeres.

## Biografía
Kelly tiene una hija, la poeta y dramaturga Caroline Bird (nacida en 1986), y dos hijos, uno de los cuales murió joven. Se casó con el padre de ellos, el actor, escritor y director Michael Bird (nombre artístico Birch) en 1993.

## Reconocimientos
En 2006, Kelly fue incluida en el número 8 de la lista de los "100 mejores actores de Theatreland" por el periódico The Independent.
Kelly ha representado a Gran Bretaña ante UNESCO en cuestiones culturales, ha trabajado en el Comité Asesor de Artes de la Royal Society of Arts y ha presidido junto con Lord Puttnam el Comité Asesor Curricular sobre Artes y Creatividad. Es presidenta de Metal, miembro del Consorcio Cultural de Londres y miembro del Grupo Asesor de Dishaa. Anteriormente formó parte de la junta directiva de Creatividad, Cultura y Educación (CCE) cuando dirigía el programa insignia de aprendizaje creativo del gobierno, Creative Partnerships, financiado por el gobierno con 40 millones de libras al año por los departamentos de educación y cultura, y que se aplicó en una de cada cinco escuelas en Inglaterra, llegando a más de 1 millón de jóvenes durante 10 años. Es presidenta del consejo directivo de la Noche Mundial del Libro y formó parte del consejo de la Olimpiada ªCultural, responsable de los aspectos creativos, culturales y educativos de Juegos Olímpicos y Paralímpicos de Londres en 2012. A pesar de su participación en estas importantes iniciativas del gobierno del Reino Unido en los diez años anteriores, en 2013 afirmó que el Estado no estaba tomado medidas relacionadas con la educación cultural de los jóvenes desde el informe NACCCE de 1999 o la Revisión Henley de 2012.
Es profesora visitante en la Universidad de Kingston, en laUniversidad de Leeds y en la Escuela de Artes Escénicas de Shanghai. En octubre de 2012, Kelly recibió el premio BASCA Gold Badge en reconocimiento a sus servicios a la música.
En febrero de 2013 fue considerada una de las 100 mujeres más poderosas del Reino Unido por Woman's Hour en BBC Radio 4, y también reconocida como una de las 100 mujeres de la BBC. Ya había sido nombrada Oficial de la Orden del Imperio Británico (OBE), y en la Ceremonia de Honores de Año Nuevo de 2015 fue nombrada Comandante de la Orden del Imperio Británico (CBE) por sus servicios a las artes.
En septiembre de 2018, para conmemorar el 50.° aniversario de la revista Time Out, fue una de las 50 personas que contribuyeron a dar forma al paisaje cultural de Londres y "hacer que la ciudad sea increíble".